# Chilubi (Distrikt)
Chilubi ist einer von zwölf Distrikten in der Nordprovinz in Sambia. Er ist der südlichste Distrikt in der Nordprovinz. Der Bezirk ist in eine Insel und das Festland unterteilt. Die Hauptstadt ist Chilubi und liegt auf der gleichnamigen Insel. Chilubi hat eine Fläche von 5170 km² und es leben in dem Distrikt 114.010 Menschen (2022).

## Geografie
Der Distrikt liegt etwa 100 Kilometer südwestlich von Kasama, der Hauptstadt der Nordprovinz, entfernt. Der nördliche Teil erhebt sich bis auf 1300 m über dem Meeresspiegel, während der südliche Teil Richtung Bangweulusee bis auf knapp 1200 m abfällt.
Er grenzt im Norden an die Distrikte Lupososhi und Luwingu, im Osten an  Kasama, im Südosten an Kanchibiya in der Provinz Muchinga, und in der Provinz Luapula im Südwesten an Lunga und Chifunabuli.
Chilubi ist in 22 Wards aufgeteilt:
- Bulilo
- Bumba
- Chifwenge
- Chiloba
- Chinkundu
- Chisupa
- Kambashi
- Kanama
- Kanchindi
- Kapoka
- Kashitu
- Katamba
- Kawena
- Luangwa
- Lwenda
- Mofu
- Mpanshya
- Mubemba
- Mulanda
- Muteka
- Ndela
- Nguni

## Klima
In Chilubi herrscht ein warmes tropisches Klima mit höheren Niederschlägen von etwa 1000 mm von November bis April. Im Allgemeinen ist es in den Monaten Mai bis Juli kalt mit Temperaturen zwischen 8 °C und 22 °C. Von August bis Oktober ist es in der Regel gemäßigt mit teilweisen Niederschlägen und Durchschnittstemperaturen zwischen 21 °C und 24 °C.

## Wirtschaft
Die wichtigste wirtschaftliche Aktivität im Distrikt ist die Fischerei. Über 70 % der Menschen sind in diesem Sektor tätig. Gefischt wird in großem Umfang, hauptsächlich im Bangweulusee, in Sümpfen, Flüssen und Dambos. Menschen aus den umliegenden Distrikten und sogar aus dem Copperbelt kommen hierher, um mit Fisch zu handeln. Mittlerweile sind die Fischbestände deutlich zurückgegangen.
Die Landwirtschaft wird in kleinem Maßstab hauptsächlich von Kleinbauern betrieben, die Maniok und andere Nahrungspflanzen für die Ernährungssicherheit der Haushalte anbauen.
Der Distrikt plant, an den höher gelegenen Rändern Kaffee anzubauen und Imkerei zu betreiben. Für die Sümpfe will er Fischfarmen anlegen, um dem Einkommensausfall während der jährlichen Schonzeit für Fische entgegenzuwirken. Die FAO wiederum vermerkte, dass 1997/98 die Maisproduktion um 58 % zurückgegangen sei, weil die Versorgung mit Saatgut und Kunstdünger unzureichend gewesen sei.

## Infrastruktur
Der Distrikt ist über den Straßen-, Luft- und Wasserverkehr erreichbar. Eine Landebahn befindet sich in Santa Maria auf der Insel. Die Straßeninfrastruktur ist in einem schlechten Zustand. Der Distrikt ist von Schiffen aus Samfya in der Provinz Luapula abhängig, die den Distrikt nicht häufig anfahren. Die Netzdienstanbieter sind Airtel und ZamTel, decken jedoch nicht den gesamten Distrikt ab.
Die Insel ist an das ZESCO-Stromnetz angeschlossen. Es deckt jedoch nur das Bezirksverwaltungszentrum ab. Das Festland ist nicht an die Stromversorgung angeschlossen.